# Agrypon sichuanense
Agrypon sichuanense là một loài tò vò trong họ Ichneumonidae.